# ルディ・ラルッソ
ルディ・ラルッソ（Rudy LaRusso, 1937年11月11日 - 2004年7月9日）はアメリカ合衆国ニューヨーク州ブルックリン出身のバスケットボール選手。ユダヤ系アメリカ人。ポジションはパワーフォワードまたはセンター。1960年代にNBAのロサンゼルス・レイカーズ、サンフランシスコ・ウォリアーズで活躍した。

## 生い立ち
ルディ・ラルッソことルドルフ・A・ラルッソはジェームズ・マディソン高校卒業後、奨学金を得てダートマス大学に進学。ラルッソは強力なリバウンダーとして活躍し、1958年のシーズンに記録した平均17.9リバウンドは同校が所属するアイヴィー・リーグの新記録となり、またラルッソはアイヴィー・リーグの1stチームに選出された。ラルッソの活躍で22勝5敗の好成績を記録したチームはカンファレンスチャンピオンに輝き、NCAAトーナメント出場も果たした。最終学年の1959年のシーズンには19.4得点・14.9リバウンドを記録し、アイヴィー・リーグの1stチームに2年連続で選出され、チームも2年連続でカンファレンスを制した。
ラルッソはダートマス大学バスケットチーム史上最も偉大な選手と見なされており、彼が達成した1試合32リバウンド、シーズン通算503リバウンド、キャリア通算1239リバウンドは大学記録となっている。

## レイカーズ時代
大学を卒業したラルッソは1959年のNBAドラフトで全体10位指名を受け、8年間を過ごすことになるミネアポリス・レイカーズに入団。1年目から即戦力として活躍し、13.7得点・9.6リバウンドを記録した。ラルッソの地元でもあるロサンゼルスに本拠地を移し、『ロサンゼルス・レイカーズ』に改名した1960-61シーズンにはジェリー・ウェストも入団し、一時低迷していたレイカーズはエルジン・ベイラーにウェスト、ラルッソと優秀な若手が揃った将来が嘱望されるチームとなった。
3年目の1961-62シーズンにはベルリン危機でベイラーが一時的に軍に召集されたため、ラルッソには彼の穴を埋める役割を求められた。ラルッソはチームの期待に応え、初の平均ダブルダブルとなる17.2得点・10.4リバウンドを記録し、初めてオールスターに出場した。チームも54勝26敗という好成績を収め、チームはプレーオフを勝ち抜き、NBAファイナルに進出。対戦相手はレイカーズにとって最大の宿敵であり、仇敵となるボストン・セルティックスだった。レイカーズは三連覇中の王者セルティックスを追い詰め、最終第7戦ではオーバータイムまでもつれたが、惜しくも107-100で敗れ、優勝はならなかった。レイカーズは翌年もファイナルに進出するが、またしてもセルティックスに敗れた。1シーズンを挟んで1964-65シーズンには再びファイナルに進出し、またもやセルティックスと対決。この時は大黒柱のベイラーが負傷でシリーズを全休してしまうアクシデントに見舞われ、再びベイラーの穴を埋める役割を求められたラルッソは奮闘するも、セルティックス相手にベイラー不在は如何ともしがたく、1勝4敗と完敗した。さらに翌1965-66シーズンもファイナルでセルティックスと相対するが、3勝4敗で惜敗し、やはり優勝はならなかった。
1960年代のレイカーズは6回のファイナル進出を果たす、ジョージ・マイカン時代以来の黄金期を過ごしていたが、しかしいずれもセルティックスの前に敗れるという苦い記憶の時代でもあった。ラルッソはこの時代のレイカーズに1959年から1967年の8シーズン在籍し、4回ファイナルに進出するが、ついに悲願の優勝も叶わぬまま、フィラデルフィア・ウォリアーズに移籍することになった。

## ウォリアーズ時代
レイカーズではウェスト、ベイラーに次ぐ3番手選手だったラルッソは、ネイト・サーモンドら若手中心のウォリアーズにおいては、チームの大黒柱として活躍した。移籍1年目の1967-68シーズンにはキャリアハイとなる21.8得点・9.4リバウンドを記録。チームは地区決勝まで勝ち進んだが、皮肉にもラルッソの古巣であるレイカーズに敗れた。翌1968-69シーズンもまたもやラルッソの元チームメイトたちが立ちはだかり、ウォリアーズはプレーオフでレイカーズの前に2年連続敗退した。
このシーズンのラルッソの成績は20.7得点・8.3リバウンドと高水準を維持し、またこの年から新設されたNBAオールディフェンシブチームの2ndチームに選ばれるなど、ラルッソは選手個人としては絶頂期にあったが、プレーオフでレイカーズに敗れた後に、現役から引退した。
NBA通算成績は10シーズン736試合の出場で、11507得点・6930リバウンド、平均15.6得点・9.4リバウンドだった。

## 個人成績

### レギュラーシーズン
| シーズン     | チーム       | GP  | GS | MPG  | FG%  | 3P% | FT%  | RPG  | APG | SPG | BPG | TO | PPG  |
| ------------ | ------------ | --- | -- | ---- | ---- | --- | ---- | ---- | --- | --- | --- | -- | ---- |
| 1959–60      | LAL          | 71  | -  | 29.5 | .389 | -   | .742 | 9.6  | 1.2 | -   | -   | -  | 13.7 |
| 1960–61      | LAL          | 79  | -  | 32.8 | .419 | -   | .790 | 9.9  | 1.7 | -   | -   | -  | 14.6 |
| 1961–62      | LAL          | 80  | -  | 34.4 | .466 | -   | .763 | 10.4 | 2.2 | -   | -   | -  | 17.2 |
| 1962–63      | LAL          | 75  | -  | 33.4 | .422 | -   | .718 | 10.0 | 2.5 | -   | -   | -  | 12.3 |
| 1963–64      | LAL          | 79  | -  | 34.8 | .434 | -   | .751 | 10.1 | 2.4 | -   | -   | -  | 12.3 |
| 1964–65      | LAL          | 77  | -  | 33.6 | .461 | -   | .773 | 9.4  | 2.6 | -   | -   | -  | 14.1 |
| 1965–66      | LAL          | 76  | -  | 30.5 | .457 | -   | .787 | 8.7  | 2.2 | -   | -   | -  | 15.4 |
| 1966–67      | LAL          | 45  | -  | 28.7 | .415 | -   | .696 | 7.8  | 1.7 | -   | -   | -  | 12.8 |
| 1967–68      | SFW          | 79  | -  | 35.7 | .433 | -   | .790 | 9.4  | 2.3 | -   | -   | -  | 21.8 |
| 1968–69      | SFW          | 75  | -  | 37.1 | .410 | -   | .794 | 8.3  | 2.1 | -   | -   | -  | 20.7 |
| 通算：10年   | 通算：10年   | 736 | -  | 33.3 | .431 | -   | .767 | 9.4  | 2.1 | -   | -   | -  | 15.6 |
| オールスター | オールスター | 4   | -  | 17.5 | .481 | -   | .333 | 4.3  | 1.5 | -   | -   | -  | 7.3  |

- レイカーズは1960-61シーズンよりミネアポリスからロサンゼルスに移転

### プレーオフ
| シーズン  | チーム    | GP | GS | MPG  | FG%  | 3P% | FT%  | RPG | APG | SPG | BPG | TO | PPG  |
| --------- | --------- | -- | -- | ---- | ---- | --- | ---- | --- | --- | --- | --- | -- | ---- |
| 1960      | LAL       | 9  | -  | 35.7 | .424 | -   | .771 | 7.8 | 2.4 | -   | -   | -  | 15.4 |
| 1961      | LAL       | 12 | -  | 30.0 | .396 | -   | .667 | 8.0 | 2.0 | -   | -   | -  | 12.2 |
| 1962      | LAL       | 13 | -  | 35.5 | .365 | -   | .758 | 9.1 | 1.7 | -   | -   | -  | 14.1 |
| 1963      | LAL       | 13 | -  | 35.8 | .422 | -   | .760 | 9.8 | 2.2 | -   | -   | -  | 14.4 |
| 1964      | LAL       | 5  | -  | 37.8 | .394 | -   | .864 | 6.0 | 2.2 | -   | -   | -  | 9.0  |
| 1965      | LAL       | 11 | -  | 35.9 | .409 | -   | .716 | 8.1 | 2.6 | -   | -   | -  | 15.0 |
| 1966      | LAL       | 14 | -  | 28.4 | .460 | -   | .791 | 7.1 | 1.9 | -   | -   | -  | 11.9 |
| 1968      | SFW       | 10 | -  | 38.5 | .396 | -   | .728 | 9.9 | 1.7 | -   | -   | -  | 20.3 |
| 1969      | SFW       | 6  | -  | 35.8 | .378 | -   | .774 | 8.5 | 2.5 | -   | -   | -  | 18.2 |
| 出場：9回 | 出場：9回 | 93 | -  | 34.3 | .405 | -   | .751 | 8.4 | 2.1 | -   | -   | -  | 14.5 |

## 業績・その他
- 荒っぽいプレースタイルからセルティックスファンからは"Roughhouse Rudy"（ばか騒ぎルディ）と呼ばれていた。

主な業績
- NBAオールスターゲーム出場：1962年, 1963年, 1966年, 1968年, 1969年
- NBAオールディフェンシブチーム：1969年、2ndチーム
- ニューヨーク市バスケットボール殿堂